# Мазур Ксенія Миколаївна
Ксенія Миколаївна Мазур (13 вересня 1983) — українська волейболістка. Майстер спорту України.

## Із біографії
Вихованка ДЮСШ у Дніпрі. У «Галичанці» грала на позиції ліберо, у «Полтавчанці» — догравальна, у «Нафтусі» — пасуюча. Найкраща пасуюча вищої ліги у сезоні 2022/2023. Також бере участь у змаганнях з пляжного волейболу.

## Клуби
| Роки      | Команди                 |
| --------- | ----------------------- |
| 200?—2007 | «Галичанка» (Тернопіль) |
| 2016—2018 | «Фаворит» (Київ)        |
| 2018—2020 | «Легенда» (Київ)        |
| 2020—2022 | «Полтавчанка» (Полтава) |
| 2021—     | «Нафтуся» (Трускавець)  |

## Досягнення
Чемпіонат України
- Друге місце (1): 2006

Кубок України
- Перше місце (1): 2004